# Sinophorus canadensis
Sinophorus canadensis là một loài tò vò trong họ Ichneumonidae.